# Inel comutativ
Un inel R se numește inel comutativ dacă operația de înmulțire este comutativă: a*b=b*a pentru orice a, b din R.
Exemple de inele comutative:
1. Mulțimea numerelor întregi Z.
2. Mulțimea polinoamelor cu coeficienți reali R[X].

Exemple de inele necomutative:
1. Mulțimea matricilor de dimensiuni n×n, cu elemente într-un corp, pentru n > 1.
2. Inelul cuaternionilor.

Un inel comutativ cu cel puțin două elemente și fără divizori ai lui zero se numește domeniu de integritate (sau inel integru).